# Felsőbükk
Felsőbükk (románul Făgetu de Sus) falu Romániában, Bákó megyében.

## Fekvése
Csíkszeredától 32 km-re északkeletre, a Tatros folyó mellett fekvő település. Gyimesbükk község része.

## Története
A település 1956-ig Gyimesbükk településrésze volt. 1956-ban önálló település lett.

## Lakossága
2002-ben 299 fő lakta, ebből 246 magyar (82,2%), 53 román volt.